# Open Gaz de France 1995
L'Open Gaz de France 1995 è stato un torneo di tennis giocato sul cemento indoor.
È stata la 3ª edizione dell'Open Gaz de France, che fa parte della categoria Tier II nell'ambito del WTA Tour 1995.
Si è giocato dal 14 al 18 febbraio 1995.

## Campionesse

### Singolare
Steffi Graf ha battuto in finale  Mary Pierce con il punteggio di 6–2, 6–2

### Doppio
Meredith McGrath /  Larisa Neiland hanno battuto in finale  Manon Bollegraf /  Rennae Stubbs con il punteggio di 6–4, 6–1